# Cala Galera (Cala d’Or)
Die Cala Galera ist eine Bucht im Osten der Baleareninsel Mallorca. Die Cala Galera gehört zum Gebiet der Gemeinde Santanyí.

## Lage und Beschreibung
Die Cala Galera befindet sich in dem Ort Cala d’Or in dem Ortsteil Cala Egos an der Punta de Sa Galera.
Die Bucht hat eine Breite von etwa 25 Metern und eine Länge von etwa 100.
Rund um die Bucht liegen Hotels, Apartment- und Privathäuser.

## Hotels
- Gavimar Hotels
- Hotel Bluesea Ses Cases d'Or
- Hotel Bluesea Es Bolero
- Apartamentos Es Forti 2000
- Apartahotel Roc Las Rocas